# Radio Romance
Radio Romance è il secondo singolo estratto dal secondo album di Tiffany, intitolato Hold an Old Friend's Hand. In Inghilterra uscì come primo singolo.